# Laurac
Laurac é uma comuna francesa na região administrativa de Occitânia, no departamento de Aude. Estende-se por uma área de 1,158 km². Em 2010 a comuna tinha 185 habitantes (densidade: 159,8 hab./km²).